# Wasyl Horbal
Wasyl Mychajłowycz Horbal (ukr. Василь Михайлович Горбаль; ur. 18 marca 1971 we Lwowie) – ukraiński polityk, prawnik.
Ukończył studia z międzynarodowych stosunków ekonomicznych na Uniwersytecie Kijowskim. Był deputowanym Rady Najwyższej Ukrainy IV, V i VI kadencji.
Od 20 kwietnia 2010 przewodniczący Lwowskiej Obwodowej Administracji Państwowej.